# Великосалиська сільська рада
Великосали́ська сільська́ ра́да — адміністративно-територіальна одиниця та орган місцевого самоврядування у Красилівському районі Хмельницької області. Адміністративний центр — село Велика Салиха.

## Загальні відомості
- Територія ради: 18,651 км²
- Населення ради: 504 особи (станом на 2001 рік)

## Населені пункти
Сільській раді були підпорядковані населені пункти:
- с. Велика Салиха
- с. Долинівці
- с. Мала Салиха

## Склад ради
Рада складалася з 12 депутатів та голови.
- Голова ради: Тимощук Василь Іванович
- Секретар ради: Берегей Галина Степанівна

### Керівний склад попередніх скликань
| Прізвище, ім'я, по батькові | Основні відомості                                                               | Дата обрання | Дата звільнення |
| --------------------------- | ------------------------------------------------------------------------------- | ------------ | --------------- |
| Тимощук Василь Іванович     | Сільський голова, 1966 року народження, освіта середня спеціальна, безпартійний | 26.03.2006   | 31.10.2010      |
| Тимощук Василь Іванович     | Сільський голова, 1966 року народження, освіта середня спеціальна, безпартійний | 31.10.2010   |                 |

Примітка: таблиця складена за даними сайту Верховної Ради України

### Депутати
За результатами місцевих виборів 2010 року депутатами ради стали:

#### За суб'єктами висування
| Суб'єкт висування | Кількість обраних депутатів | %    |
| ----------------- | --------------------------- | ---- |
| Самовисування     | 6                           | 50   |
| Партія регіонів   | 4                           | 33,3 |
| Народна партія    | 2                           | 16,7 |

#### За округами
| № округу        | Прізвище, ім'я, по батькові   | Дата визнання обраним | Освіта             | Партійна приналежність | Відомості про обраного депутата         |
| --------------- | ----------------------------- | --------------------- | ------------------ | ---------------------- | --------------------------------------- |
| Народна Партія  |                               |                       |                    |                        |                                         |
| 2               | Пацюк Надія Василівна         | 02.11.2010            | середня            | позапартійна           | тимчасово не працює                     |
| 7               | Антощук Жанна Петрівна        | 02.11.2010            | середня            | позапартійна           | тимчасово не працює                     |
| Партія регіонів |                               |                       |                    |                        |                                         |
| 1               | Спеціальна Алла Олександрівна | 02.11.2010            | середня спеціальна | позапартійна           | СМТ «Довіра», бухгалтер                 |
| 3               | Богуш Микола Степанович       | 02.11.2010            | вища               | позапартійний          | Великосалиська сільська рада, бухгалтер |
| 6               | Гончарук Ірина Володимирівна  | 02.11.2010            | вища               | позапартійна           | перебуває в дикретній відпустці         |
| 8               | Берегей Галина Степанівна     | 02.11.2010            | середня спеціальна | позапартійна           | Великосалиська сільська рада, секретар  |
| Самовисування   |                               |                       |                    |                        |                                         |
| 4               | Тимощук Лілія Іванівна        | 02.11.2010            | середня спеціальна | позапартійна           | бібліотека с. В.Салиха, бібліотекар     |
| 5               | Антощук Лілія Василівна       | 02.11.2010            | середня            | позапартійна           | СМТ «Довіра», різноробоча               |
| 9               | Сапожнік Ольга Іванівна       | 02.11.2010            | середня            | позапартійна           | продавець                               |
| 10              | Ліпінська Ірина Миколаївна    | 02.11.2010            | середня            | позапартійна           | тимчасово не працює                     |
| 11              | Пасічник Олександр Петрович   | 02.11.2010            | середня            | позапартійний          | Відділ освіти, водій                    |
| 12              | Кухарук Ніна Степанівна       | 02.11.2010            | середня спеціальна | позапартійна           | СМТ «Довіра», завідувачка складом       |